# Episodi di Squadra Speciale Colonia (decima stagione)
La decima stagione della serie televisiva Squadra speciale Colonia è stata trasmessa tra il 2011 e il 2012 sul canale tedesco ZDF.
In Italia la stagione è stata trasmessa in prima visione assoluta su Rai 2 dall'11 maggio al 6 giugno 2018.
| N° | Titolo originale                | Titolo in italiano            | Prima TV Germania | Prima TV RSI   |
| -- | ------------------------------- | ----------------------------- | ----------------- | -------------- |
| 1  | Der letzte Einsatz              | L'ultimo atto                 | 18 ottobre 2011   | 10 maggio 2018 |
| 2  | Früchte des Zorns               | I frutti dell'ira             | 25 ottobre 2011   | 11 maggio 2018 |
| 3  | Playback                        | Amore successo                | 1 novembre 2011   | 14 maggio 2018 |
| 4  | Auf immer und ewig              | Per sempre                    | 8 novembre 2011   | 15 maggio 2018 |
| 5  | Operation Mord                  | Operazione omicidio           | 15 novembre 2011  | 16 maggio 2018 |
| 6  | Gesichtskontrolle               | Il buttafuori                 | 22 novembre 2011  | 17 maggio 2018 |
| 7  | Der Todespfeil                  | La freccia della morte        | 29 novembre 2011  | 18 maggio 2018 |
| 8  | Waschen, schneiden, töten       | Lava, taglia e uccidi!!       | 6 dicembre 2011   | 21 maggio 2018 |
| 9  | Die falsche Frau                | La donna sbagliata            | 13 dicembre 2011  | 22 maggio 2018 |
| 10 | Mord im Veedel                  | Omicidio di quartiere         | 20 dicembre 2011  | 23 maggio 2018 |
| 11 | Der kurze Ruhm des Alexander K. | La breve fama di Alexander K. | 27 dicembre 2011  | 24 maggio 2018 |
| 12 | In tödlicher Beziehung          | Relazione mortale             | 3 gennaio 2012    | 25 maggio 2018 |
| 13 | Bauernopfer                     | La minaccia                   | 10 gennaio 2012   | 28 maggio 2018 |
| 14 | Endstation Mord                 | Omicidio al capolinea         | 17 gennaio 2012   | 29 maggio 2018 |
| 15 | Ein Schuss, kein Tor            | Un tiro, nessuna rete         | 24 gennaio 2012   | 30 maggio 2018 |
| 16 | Die Römer von Bocklemünd        | Morte di un legionario        | 31 gennaio 2012   | 31 maggio 2018 |
| 17 | Zeugin in Angst                 | La minaccia                   | 7 febbraio 2012   | 1 giugno 2018  |
| 18 | Zahn um Zahn                    | Dente per dente               | 14 febbraio 2012  | 4 giugno 2018  |
| 19 | Sonne, Mord und Sterne          | I cavalieri rossi             | 21 febbraio 2012  | 5 giugno 2018  |
| 20 | Helden                          | Eroi                          | 28 febbraio 2012  | 6 giugno 2018  |